# Trachycorystes trachycorystes
Trachycorystes trachycorystes é uma espécie de peixe caracídeo sul-americano de água doce.